# Shoe Cove
Shoe Cove est un hameau de la ville de Pouch Cove située sur l'île de Terre-Neuve dans la province de Terre-Neuve-et-Labrador au Canada.

## Annexe